# Robert Curtis Brown
Robert Curtis Brown (Condado de Bucks, 27 de abril de 1957) es un actor estadounidense de cine, teatro y televisión, reconocido principalmente por su participación en producciones como Trading Places, General Hospital, Bruce Almighty, Halloween II y The Handmaid's Tale.

## Filmografía

### Cine
| Año  | Título                             | Papel               | Notas                    |
| ---- | ---------------------------------- | ------------------- | ------------------------ |
| 1983 | Trading Places                     | Todd                | Como Robert Curtis-Brown |
| 1986 | Legal Eagles                       | Roger               |                          |
| 1995 | Stuart Saves His Family            | Andy                | Como Robert Curtis-Brown |
| 1995 | Angus                              | Alexander           |                          |
| 1997 | Bean: The Movie                    | Dr. Frowning        | Como Robert Curtis-Brown |
| 2002 | Catch Me If You Can                | Front Desk Clerk    |                          |
| 2003 | Bruce Almighty                     | Phil Sidleman       |                          |
| 2004 | After the Sunset                   | Agente Lakers       |                          |
| 2005 | Guess Who                          | Dante               |                          |
| 2007 | Drive Thru                         | Bert McCandless     |                          |
| 2007 | Spider-Man 3                       | Técnico             |                          |
| 2007 | Who's Your Caddy?                  | Frosty              |                          |
| 2008 | High School Musical 3: Senior Year | Vance Evans         |                          |
| 2009 | Halloween II                       | Kyle Van Der Klok   |                          |
| 2009 | The Men Who Stare at Goats         | General Brown       |                          |
| 2009 | It's Complicated                   | Peter               |                          |
| 2014 | Audrey                             | Stan                |                          |
| 2016 | Undrafted                          | Brian Murray        |                          |
| 2018 | Step Sisters                       | Dean Berman         |                          |
| 2018 | Take Point                         | Presidente McGregor |                          |
| 2019 | Ashfall                            | Embajador Wilson    |                          |

### Televisión
| Año       | Título                                   | Papel                  | Notas                    |
| --------- | ---------------------------------------- | ---------------------- | ------------------------ |
| 1982      | American Playhouse                       | Luke                   |                          |
| 1983      | First Affair                             | Donald                 |                          |
| 1984–85   | Search for Tomorrow                      | Alex Kendall           |                          |
| 1987      | On the Edge                              | Dean                   |                          |
| 1989      | Newhart                                  | Justin Witter          |                          |
| 1990      | Hyde in Hollywood                        | David                  |                          |
| 1992      | Herman's Head                            | Sean                   | Como Robert Curtis-Brown |
| 1992–93   | Matlock                                  | Larry Boone            | Como Robert Curtis-Brown |
| 1993      | Star Trek: Deep Space Nine               | Vedek Sorad            |                          |
| 1993      | Empty Nest                               | Dr. Dave Foley         |                          |
| 1993      | L.A. Law                                 | Paul Jamison           |                          |
| 1993      | Knots Landing                            | Marvin Beiderman       |                          |
| 1993      | Star Trek: Deep Space Nine               | Vedek Sorad            |                          |
| 1994      | Inferno on US 17                         | Doug                   |                          |
| 1994–96   | Murder, She Wrote                        | Varios papeles         | Como Robert Curtis-Brown |
| 1995      | Sliders                                  | Danny Eisenbach        |                          |
| 1995      | Never Say Never: The Deidre Hall Story   | Dr. Konialian          |                          |
| 1996      | Wings                                    | Bob                    |                          |
| 1996      | Dream On                                 | Piloto                 | Como Robert Curtis-Brown |
| 1996–2004 | JAG                                      | Varios papeles         |                          |
| 1997      | Life with Roger                          | Ron                    |                          |
| 1997      | Hiller and Diller                        | Harvey                 |                          |
| 1998      | Beverly Hills, 90210                     | Robert                 |                          |
| 1998      | The Pretender                            | Sr. Brewster           |                          |
| 1998      | Malcolm & Eddie                          | Montgomery             |                          |
| 1998–2004 | NYPD Blue                                | Varios papeles         |                          |
| 1999      | Will & Grace                             | Will Actor             |                          |
| 1999      | Suddenly Susan                           | Lester                 |                          |
| 1999      | Diagnosis Murder                         | Robert Lamont          |                          |
| 1999–2000 | Family Law                               | Varios papeles         |                          |
| 2000      | Unauthorized: Brady Bunch—The Final Days | Robert Reed/Mike Brady |                          |
| 2000      | Malcolm in the Middle                    | Tom                    |                          |
| 2000–03   | The Practice                             | Varios papeles         |                          |
| 2001      | Zenon: The Zequel                        | Mark Kar               |                          |
| 2001      | 7th Heaven                               | Harold Mann            |                          |
| 2001      | Star Trek: Voyager                       | Embajador              |                          |
| 2002      | The X-Files                              | Damon Kaylor           |                          |
| 2002      | The Guardian                             | Sr. Collin             |                          |
| 2003      | Without a Trace                          | Barry Mitcham          |                          |
| 2004      | CSI Miami                                | Marc Snowden           |                          |
| 2004      | CSI: Crime Scene Investigation           | Dan Keaton             |                          |
| 2005      | Cold Case                                | Jered Wyatt            |                          |
| 2005      | Night Stalker                            | Doug Linman            |                          |
| 2005      | Las Vegas                                | Randall James          |                          |
| 2006      | Ghost Whisperer                          | Brad Fowler            |                          |
| 2006      | Criminal Minds                           | Peter Greisen          |                          |
| 2007      | High School Musical 2                    | Vance Evans            |                          |
| 2007      | Medium                                   | Dr. Sandborn           |                          |
| 2007      | The Game                                 | Chuck Reilly           |                          |
| 2007–08   | Shark                                    | Morgan Ride            |                          |
| 2008      | Lincoln Heights                          | Director               |                          |
| 2009      | Citizen Jane                             | Vaughn                 |                          |
| 2009      | Castle                                   | Ian Busch              |                          |
| 2010      | Big Love                                 | Presidente             |                          |
| 2010      | CSI: NY                                  | Davis Ollenstein       |                          |
| 2010      | All My Children                          | Paul Miller            |                          |
| 2010      | NCIS                                     | Gary Tolin             |                          |
| 2010      | Look                                     | Dan                    |                          |
| 2011      | Sharpay's Fabulous Adventure             | Sr. Evans              |                          |
| 2011      | The Young and the Restless               | Judge                  |                          |
| 2012      | The Mentalist                            | Nathan Dilmer          |                          |
| 2013      | Switched at Birth                        | Ivan Ronan             |                          |
| 2013      | Mom                                      | Edward                 |                          |
| 2013      | Bones                                    | Dr. Noah Itzkowitz     |                          |
| 2014      | Intelligence                             | Thomas Bradshaw        |                          |
| 2014      | Kickin' It                               | Sr. Peters             |                          |
| 2014–15   | Perception                               | Dr. Josiah Rosenthal   |                          |
| 2015      | Hawaii Five-0                            | Malcolm Leddy          |                          |
| 2016      | Code Black                               | Darren Stringer        |                          |
| 2016      | Rizzoli & Isles                          | Noah Brenner           |                          |
| 2017      | Lethal Weapon                            | Walter Hancock         |                          |
| 2017      | General Hospital                         | Raymond Berlin         |                          |
| 2017–18   | The Handmaid's Tale                      | Andrew Pryce           |                          |
| 2018      | Barry                                    | Mike Hallman           |                          |
| 2018–19   | Dear White People                        | William White          |                          |
| 2019      | All Rise                                 | Grant Lambert          |                          |
| 2020      | The Rookie                               | Roger Nithercott       |                          |
| 2020      | Station 19                               | Paul Montgomery        |                          |